# KRM
KRM (KRM: Kingston Racing Motors Ltd., Kingston near Hull). is een historisch Engels merk van wegrace-motorfietsen dat in 1973 een 350 cc viercilinder viertaktracer presenteerde. Van het merk noch de machine werd hierna ooit iets vernomen.
De KRM Super Streak was een prototype van een wegrace-motorfiets die in 1973 werd gepresenteerd. Het was een 350 cc productieracer die voor iedereen te koop moest zijn. De machine werd geconstrueerd door Gerard Riley en Jack Williams, die al ervaring had opgedaan met de tuning van de AJS 7R en de Matchless G50. In tegenstelling tot de AJS en de Matchless had de KRM Super Streak een moderne viercilinder lijnmotor met dubbele bovenliggende nokkenassen, maar de machine had slechts twee kleppen per cilinder. Men claimde een vermogen van 65 pk (48 kW) bij 13.000 tpm. Hoewel de machine moest uitgroeien tot een productieracer, wilde men wel twee fabrieksrijders aantrekken: Steve Machin en een tweede rijder waarvan de naam bij de presentatie nog niet bekend was. 